# Кавка Євген Антонович
Ка́вка Євге́н Анто́нович (нар. 12 вересня 1949, смт Жовтень Станіславської області, нині смт Єзупіль Тисменицького району Івано-Франківської області) — український живописець і графік.

## Твори
живопис:
- «Святкові квіти» (1974),
- «Сніданок хлібороба» (1981),
- «Спомин про моє село» (1985),
- «Дари землі Подільської» (1986),
- «Син» (1987),
- «Пам'яті пожежників Чорнобиля» (1987),
- «Обійстя в горах» (1989),
- «Вежа замку в Скалаті. 17 ст.» (1989),
- «Яблунецький перевал» (1993),
- «Осінній натюрморт» (1998);

цикли:
«Осінні Карпати» (1986—1993), «Моє Тернопілля» (2000);
графіка:
- «Таїна людського розуму» (2001),
- «Білий квадрат» (2002),
- «Триєдиний світ» (2002),
- «Усе це — моя Україна»,
- «Гармонія сфер» (2004),
- «Всесвіт» (2006),
- «Думка. Політ» (2008),
- «Ой радуйся, земле» (2009).